# Fondul de garantare a depozitelor în sistemul bancar
Fondul de garantare a depozitelor bancare (FGDB) este un sistem de protecție a depunerilor populației sub forma depozitelor, conturilor curente sau de card, la instituțiile de credit din România, în cazul în care acestea se află în imposibilitatea de a onora obligațiile față de deponenți. FGDB poate fi administrator delegat sau acționar la o bancă aflată în dificultate, atunci când BNR decide implementarea măsurilor de stabilizare în cazul unei bănci. FGDB poate desfășura și activități de administrator special, administrator interimar ori lichidator al instituțiilor de credit în cadrul activității de lichidare a băncii.

## Cadrul legislativ
Fondul este constituit ca o persoană juridică de drept public. Băncile române care sunt autorizate de BNR să primească fonduri de la persoane fizice sunt membre ale FGDB.
Fondul garantează depunătorilor la băncile membre, în cazul insolvabilității sau falimentului acestora, o anumită sumă maximă. Începând cu 1 ianuarie 2011, plafonul de garantare este de 100.000 euro, în echivalent lei/ deponent/ bancă. 
Participarea la Fond este obligatorie pentru toate instituțiile de credit autorizate de Banca Națională a României să primească depozite de la public, inclusiv pentru depozitele atrase de sucursalele acestora din străinătate. 26 de instituții de credit fac parte din schema de garantare a depozitelor în România.
Depozitele plasate la sucursalele instituțiilor de credit cu sediul în alte state membre ale Uniunii Europene, care operează în România, sunt garantate de către schema din statul membru de origine, în condițiile prevăzute de legislația aplicabilă din acel stat.
Prin Ordonanața 1/2012 s-au lărgit atribuțiile Fondului de Garantare a Depozitelor Bancare. Acesta poate finanța măsurilor de stabilizare stabilite de Banca Națională a României, din resursele financiare ale fondului de restructurare bancară administrat de FGDB. Banca Națională a României poate decide aplicarea uneia dintre măsurile de stabilizare în cazul în care fondurile proprii ale unei instituții de credit se situează la un nivel care nu depășește 75% din nivelul minim al cerințelor de capital calculate potrivit reglementărilor emise de BNR.
Măsurile de stabilizare stabilite de Ordonanța 1/2012 sunt:
a) transferul total sau parțial de active și pasive ale unei instituții de credit către una ori mai multe instituții eligibile;
b) implicarea Fondului de Garantare a Depozitelor în Sistemul Bancar în calitate de administrator delegat și, după caz, de acționar, dacă anterior s-a dispus măsura suspendării drepturilor de vot în privința acționariatului care deține controlul asupra instituției de credit respective;
c) transferul de active și pasive de la o instituție de credit către o bancă-punte care se constituie în acest scop.

## Istoric
Fondul a fost înființat în anul 1996 și își desfășoară activitatea în baza Ordonanței Guvernului nr. 39/1996 privind înființarea și funcționarea Fondului de garantare a depozitelor în sistemul bancar, republicată în 2010, cu modificările și completările ulterioare.
FGDB a plătit compensații pentru 7 bănci românești care au dat faliment între 1999 și 2012: Banca Albina, Bankcoop, Banca Internațională a Religiilor, Banca Română de Scont, Banca Turco-Română, Banca "Columna", Nova Bank. Raportat la totalul creanțelor provenite din plata compensațiilor, gradul de recumperare a creanțelor se ridică la 34,06%. 
Plafoanele de garantare a depozitelor bancare au evoluat după cum urmează:
| Nume bancă                           | Data la care a falimentat |
| ------------------------------------ | ------------------------- |
| Banca Comercială Albina S.A.         | 25 mai 1999               |
| Bankcoop S.A.                        | 8 februarie 2000          |
| Banca Internațională a Religiilor SA | 10 iulie 2000             |
| Banca Română de Scont SA             | 16 aprilie 2002           |
| Banca Turco-Română SA                | 3 iulie 2002              |
| Banca "Columna"                      | 18 martie 2003            |
| Nova Bank                            | 9 noiembrie 2006          |

| Perioada              | Suma                                                           |
| --------------------- | -------------------------------------------------------------- |
| semestrul I 2004      | 3.000 Euro                                                     |
| de la 01.07.2004      | 6.000 Euro                                                     |
| de la 01.01.2005      | 10.000 Euro                                                    |
| de la 01.01.2006      | 15.000 Euro                                                    |
| de la 01.01.2007      | 20.000 Euro                                                    |
| de la 15.10.2008      | 50.000 Euro (persoană fizică), 20.000 Euro (persoană juridică) |
| de la 30 iunie 2009   | 50.000 Euro (persoană fizică), 50.000 Euro (persoană juridică) |
| de la 1 ianuarie 2011 | 100.000 Euro                                                   |

În decembrie 2011, în schema de garantare a depozitelor din România cuprindea 33 de instituții de credit persoane juridice române, din care 32 de bănci și Banca Centrală Cooperatistă CREDITCOOP (casa centrală și cooperativele de credit afiliate).
Începând cu noiembrie 2011, FGDB face parte din Comitetul Național pentru Stabilitate Financiară, alături de Ministerul Finanțelor Publice,  Bănca Națională a României, Comisia Națională a Valorilor Mobiliare, Comisia de Supraveghere a Asigurărilor și Comisia de Supraveghere a Sistemului de Pensii Private.

## Organizarea FGDB
Administrarea și conducerea FDGB se realizează după modelul sistemului dualist, pe două niveluri, Consiliul de administrație și Conducerea executivă.
FGDB este administrat de către un Consiliu de supraveghere, format din 7 membri. Președintele Consiliului de Administrație este Lucian Croitoru. Directorul general al FGDB este Petre Tulin. 

## Depozite negarantate
Conform legii, nu sunt garantate următoarele categorii de depozite: Depozitele care nu sunt înscrise în această listă sunt garanate.
1. Depozite, altele decât cele care se încadrează în prevederile Ordonanței 39/1996, art. 7 alin. (3), ale unei instituții de credit făcute în nume și cont propriu;
2. Instrumente care se încadrează în definiția fondurilor proprii, conform reglementărilor Băncii Naționale a României privind fondurile proprii ale instituțiilor de credit;
3. Depozite ale instituțiilor financiare, așa cum sunt acestea definite în Ordonanța de urgență a Guvernului nr. 99/2006 privind instituțiile de credit și adecvarea capitalului, aprobată cu modificări și completări prin Legea nr. 227/2007, cu modificările și completările ulterioare, cu excepția instituțiilor financiare nebancare din categoria caselor de ajutor reciproc;
4. Depozite ale asigurătorilor și reasigurătorilor și ale intermediarilor în asigurări, așa cum sunt definiți în legislația privind activitatea de asigurare și supravegherea asigurărilor;
5. Depozite ale autorităților publice centrale, locale și regionale;
6. Depozite ale organismelor de plasament colectiv, așa cum sunt acestea definite de legislația pieței de capital;
7. Depozite ale fondurilor de pensii;
8. Depozite la instituția de credit aparținând, după caz, administratorilor acesteia, directorilor, membrilor consiliului de supraveghere, auditorilor, acționarilor semnificativi;
9. Depozitele deponenților cu statut similar celor de la pct. 8 în cadrul altor societăți din grupul instituției de credit;
10. Depozitele membrilor familiilor persoanelor fizice menționate la pct. 8 și 9, respectiv soț/soție, și rudele și afinii de gradul întâi, precum și ale terțelor persoane care acționează în numele deponenților menționați la pct. 8 și 9;
11. Depozitele la instituția de credit ale companiilor din grupul din care face parte instituția de credit;
12. Depozite nenominative;
13. Valori mobiliare de natura datoriei emise de instituția de credit, precum și obligații care izvorăsc din acceptări proprii și bilete la ordin;
14. Depozitele întreprinderilor, persoane juridice, care nu intră în categoria microîntreprinderilor, întreprinderilor mici și mijlocii, în conformitate cu prevederile Legii nr. 346/2004 privind stimularea înființării și dezvoltării întreprinderilor mici și mijlocii, cu modificările și completările ulterioare.